# Phare de Patos Island
Le phare de Patos Island est un phare situé sur Patos Island, l'une des îles de San Juan (comté de San Juan), dans l'État de Washington, aux États-Unis.
Le phare est géré par la Garde côtière américaine, et les phares de l'État de Washington sont entretenus par le District 13 de la Garde côtière, basé à Seattle.
En 1977, le phare de Patos Island est inscrit au Registre national des lieux historiques des États-Unis.

## Histoire
Cette maison-phare, datant de 1908, surplombe le détroit de Géorgie, à l'extrémité ouest de l'île de Patos, l'île la plus au nord des îles de San Juan. Cette station de signalisation est la plus au nord des îles de San Juan et marque le point de division entre les passages est et ouest du détroit de Juan de Fuca qui sépare l'île de Vancouver (Canada) du territoire américain.
En 2013, l'île de Patos et son phare ont été inclus dans la Proclamation présidentielle américaine de Barack Obama créant le San Juan Islands National Monument. L'accès à l'île de Patos est difficile car il n'y a aucun système de traversier public la desservant.

## Description
La station originale n'était qu'un signal de brume. Mis en service le 30 novembre 1893, la première lumière servait d'aide à la navigation aux navires à vapeur qui se rendaient aux ports du détroit de Georgia, comme Vancouver, et au Passage Intérieur vers l'Alaska .
Le phare a été amélioré en 1908 avec un nouveau signal de brume et une tour de 12 m, qui abritait une lentille de Fresnel du quatrième ordre. La lumière a été automatisée en 1974. Aujourd'hui, le phare possède une lentille moderne qui émet, à une hauteur focale de 9 m, un éclat blanc une fois toutes les quinze secondes et deux éclats rouges de secteur marquant des écueils dangereux hors de l'île. La lentille de Fresnel du quatrième ordre d'origine est maintenant en propriété privée en Oregon.
Grâce au financement fédéral, le phare a été rénové en 2008 avec un nouveau toit, des portes, des fenêtres et des gouttières. Le phare est la dernière structure restante sur ce site, mais des structures similaires de 1893 peuvent être vues au phare de Turn Point, situé sur l'île Stuart. Il fonctionne à l'énergie solaire.
Identifiant : ARLHS : USA-584 - Amirauté : G5024.1 - USCG : 6-19825.

## caractéristique duFeu maritime
Fréquence : 9 secondes (alternativement W-R)
- Lumière : 1.5 secondes
- Obscurité : 7.5 secondes

|                 |
| San Juan Island |

|          |
| Le phare |

### Lien connexe
- Liste des phares de l'État de Washington